# Höstmalar
Höstmalar, Ypsolophidae, är en familj av fjärilar som beskrevs av Achille Guenée, 1845.  Höstmalar ingår i överfamiljen Yponomeutoidea, ordningen fjärilar (Lepidoptera), klassen egentliga insekter (Insecta), fylumet leddjur (Arthropoda) och riket djur (Animalia). Enligt Catalogue of Life omfattar familjen höstmalar 22 arter, men Artfakta listar ytterligare 17 arter som saknas i Catalogue of Life. 

## Dottertaxa till höstmalar, Ypsolophidae, i alfabetisk ordning[1][2]
- Chalconympha Meyrick, 1931
  - Chalconympha eurypepla Meyrick, 1931
- Euceratia Walsingham, 1881
  - Euceratia castella Walsingham, 1881
  - Euceratia securella Walsingham, 1881
- Ochsenheimeria Hübner, 1825
  - Ochsenheimeria algeriella Zagulajev, 1966
  - Ochsenheimeria baurella Zagulajev, 1966
  - Ochsenheimeria bisontella Zeller, 1846
  - Ochsenheimeria bubalella (Hübner, 1813)
  - Ochsenheimeria capella Möschler, 1860
  - Ochsenheimeria danilevskii Zagulajev, 1972
  - Ochsenheimeria distinctella Zagulajev, 1972
  - Ochsenheimeria glabratella Müller-Rutz, 1914
  - Ochsenheimeria hederarum Millière, 1874
  - Ochsenheimeria hugginsi Bradley, 1953
  - Ochsenheimeria kisilkuma Zagulajev, 1966
  - Ochsenheimeria lovyi Dumont, 1930
  - Ochsenheimeria mediopectinellus/mediopectinella (Haworth, 1828), Mörkspräcklig hornmal
  - Ochsenheimeria rupicaprella Mobius, 1935
  - Ochsenheimeria talhouki Amsel, 1949
  - Ochsenheimeria taurella ([Denis & Schiffermüller], 1775), Kohornsmal
  - Ochsenheimeria trifasciata Wocke, 1871
  - Ochsenheimeria urella Fischer von Röslerstamm, 1842, Uroxhornmal
  - Ochsenheimeria vacculella Fischer von Röslerstamm, 1842, Stråtakshornmal
- Rhabdocosma Meyrick, 1935
  - Rhabdocosma aglaophanes Meyrick, 1935
- Ypsolopha
  - Ypsolopha alpella ([Denis & Schiffermüller], 1775), Bergekshöstmal
  - Ypsolopha asperella (Linnaeus, 1761), Apelhöstmal
  - Ypsolopha chazariella (Mann, 1866), Gråbrun höstmal
  - Ypsolopha dentella (J.C.Fabricius, 1775), Näbbtrymal
  - Ypsolopha falcella ([Denis & Schiffermüller], 1775), Falktrymal
  - Ypsolopha horridella (Treitschke, 1835), Slånhöstmal
  - Ypsolopha lucella (J.C.Fabricius, 1775), Jungfruhöstmal
  - Ypsolopha mucronella (Scopoli, 1763), Benvedshöstmal
  - Ypsolopha nemorella (Linnaeus, 1758), Ljusgul trymal
  - Ypsolopha parenthesella (Linnaeus, 1761), Vitstreckad höstmal
  - Ypsolopha sarmaticella (Rebel, 1917), Guldbrun höstmal
  - Ypsolopha scabrella (Linnaeus, 1761), Hagtornshöstmal
  - Ypsolopha sequella (Clerck, 1759), Lönnhöstmal
  - Ypsolopha sylvella (Linnaeus, 1767), Skogsekshöstmal
  - Ypsolopha ustella (Clerck, 1759), Föränderlig höstmal
  - Ypsolopha vittella (Linnaeus, 1758), Almhöstmal

## Bildgalleri

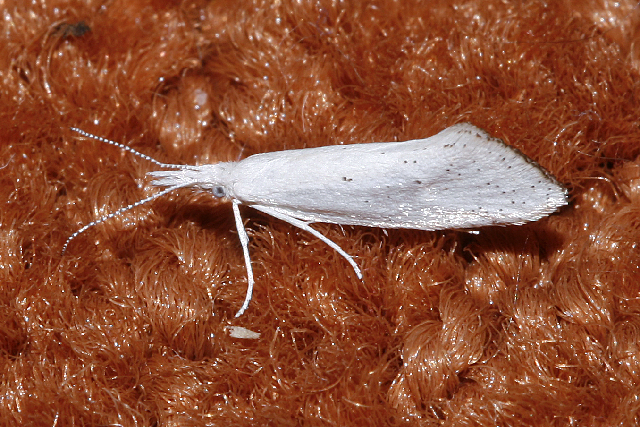
Euceratia castella
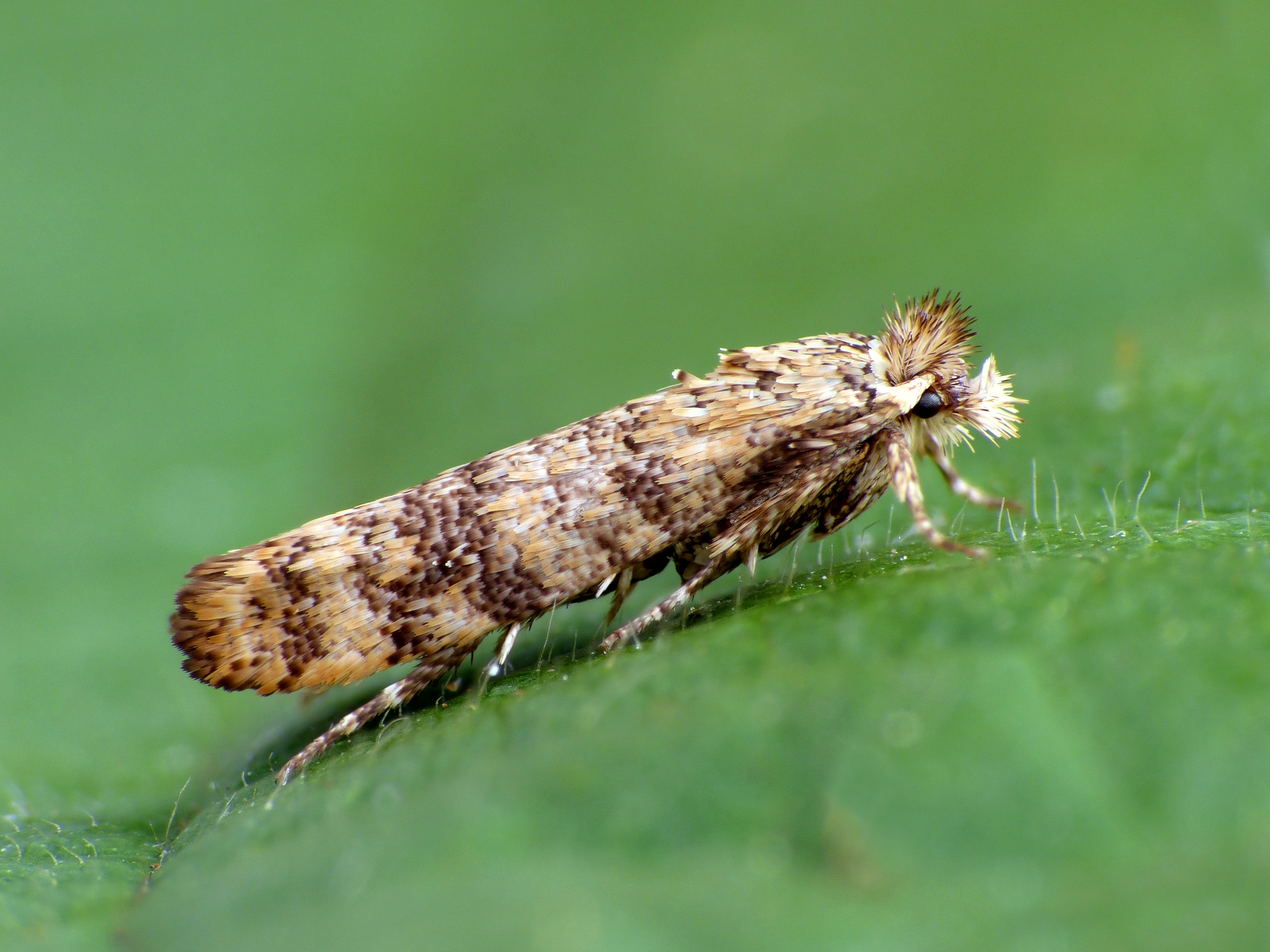
Kohornsmal, Ochsenheimeria taurella
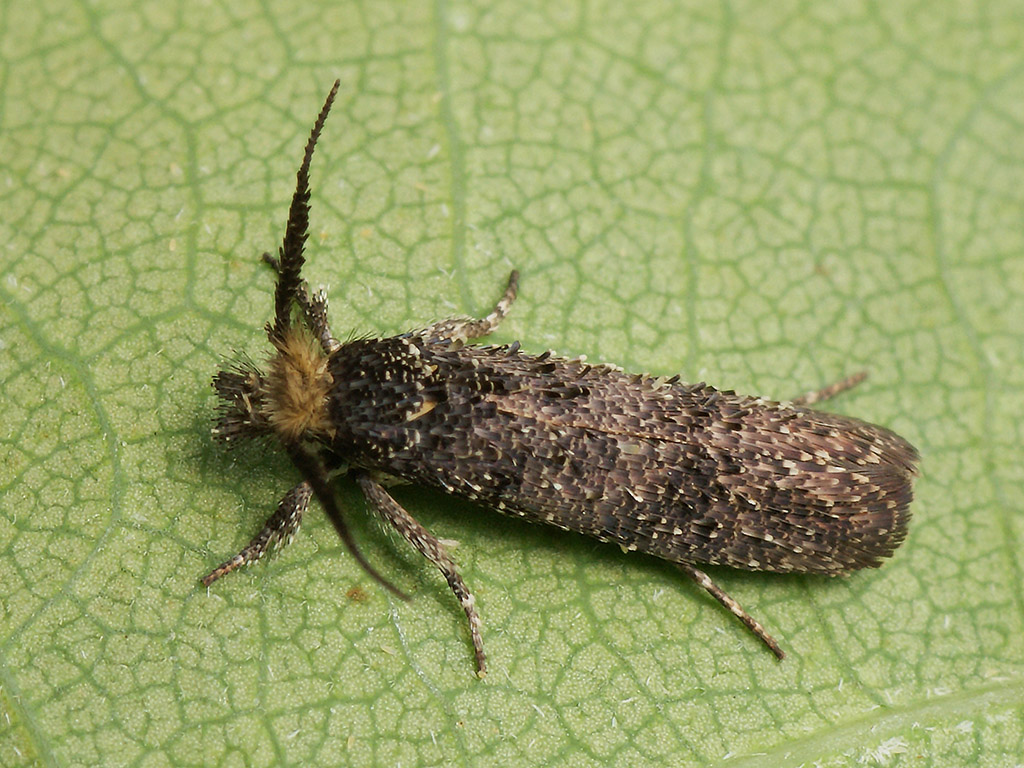
Uroxhornmal, Ochsenheimeria urella
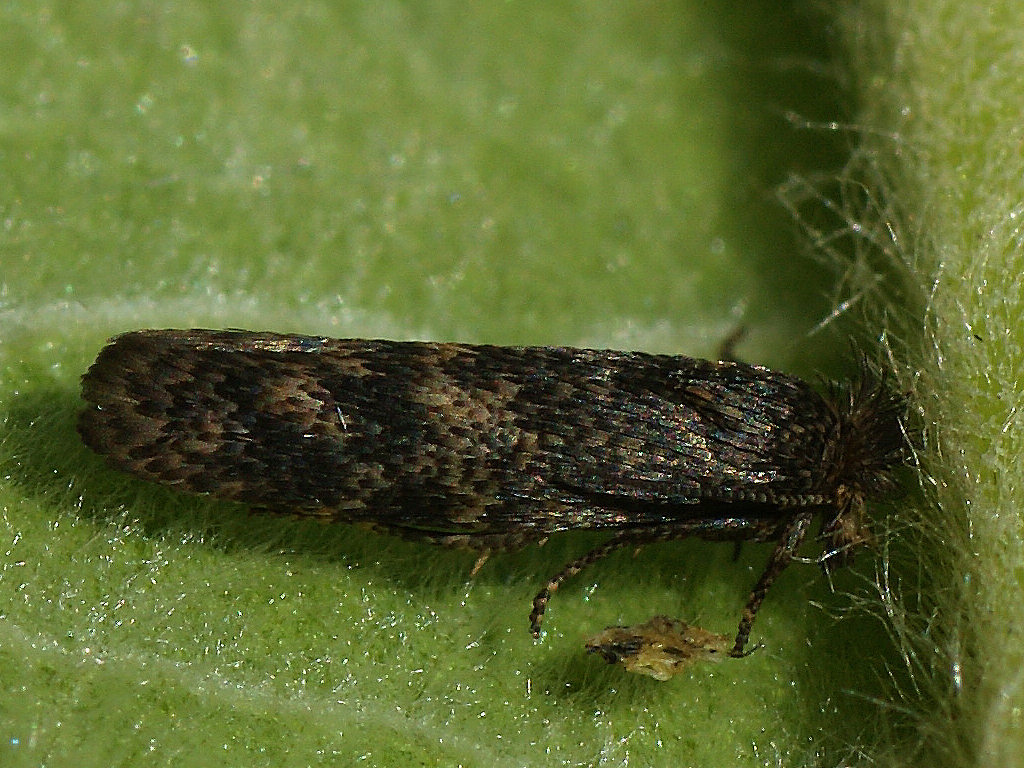
Ochsenheimeria vacculella
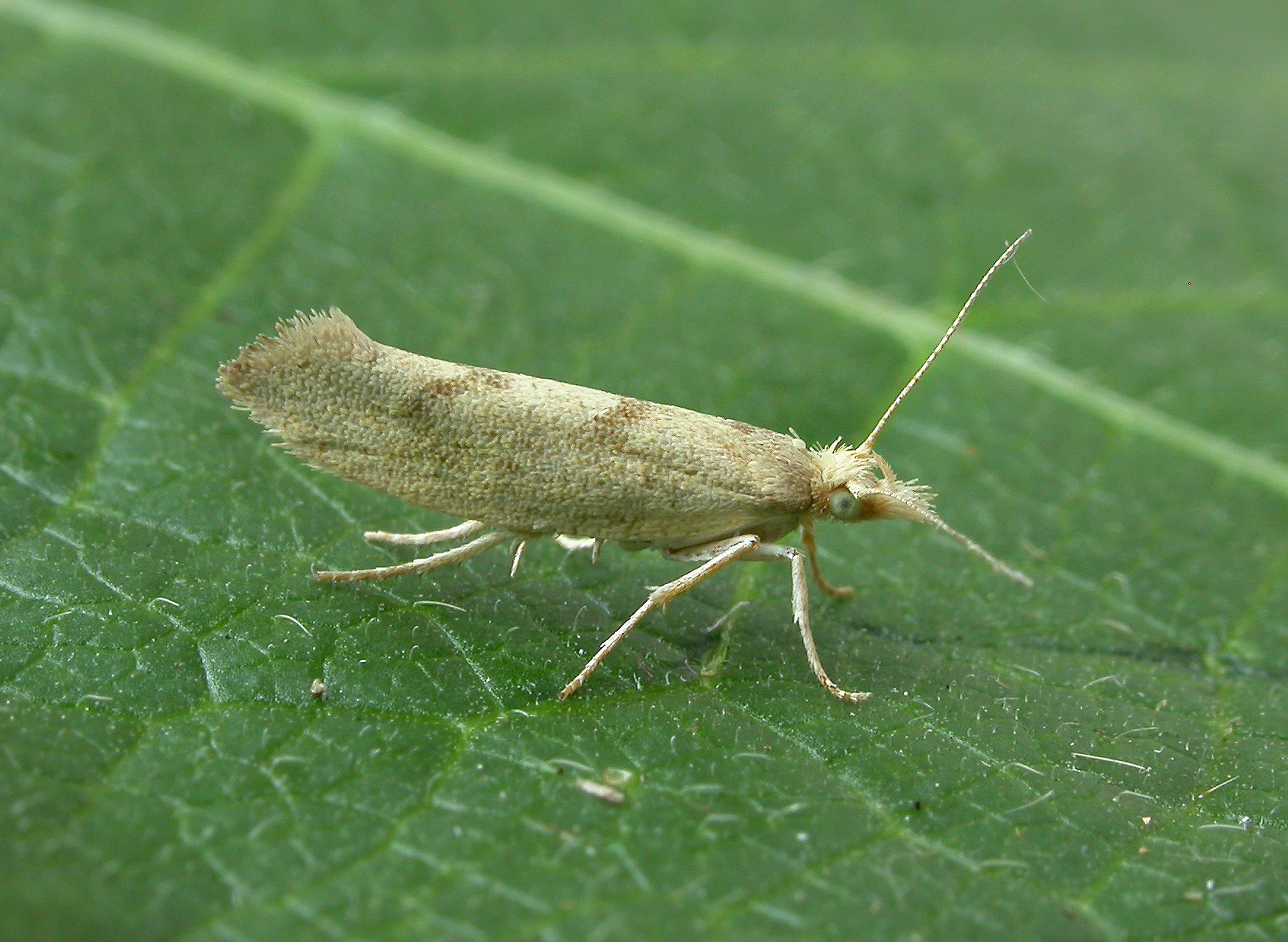
Bergekshöstmal, Ypsolopha alpella
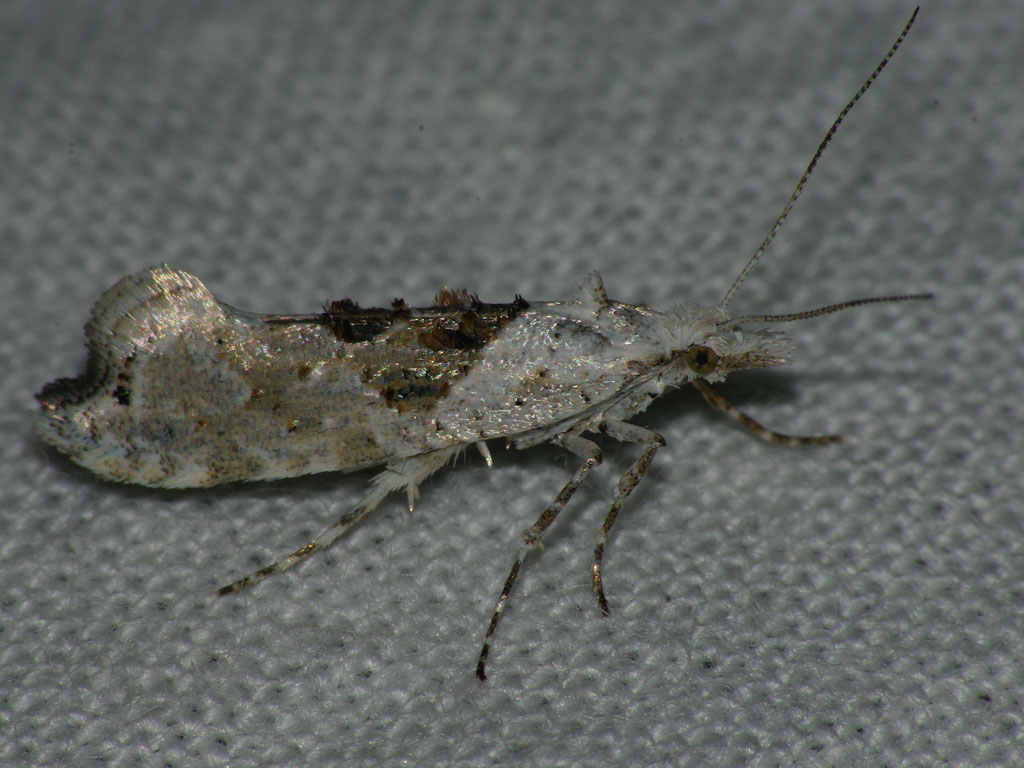
Apelhöstmal, Ypsolopha asperella
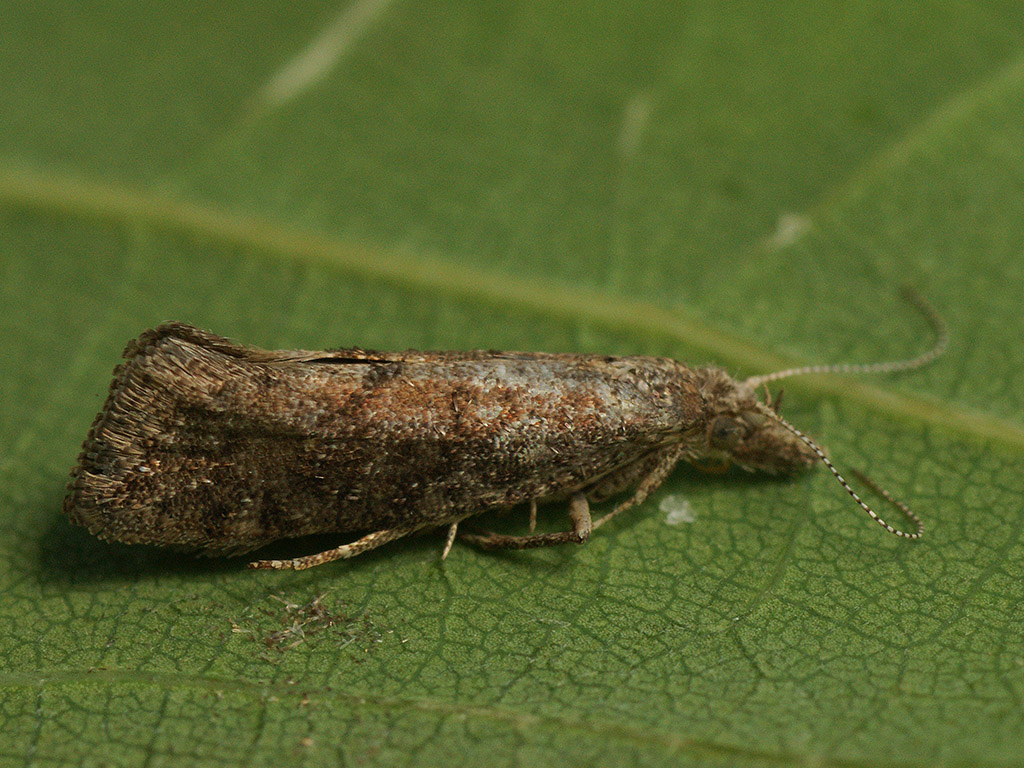
Gråbrun höstmal, Ypsolopha chazariella
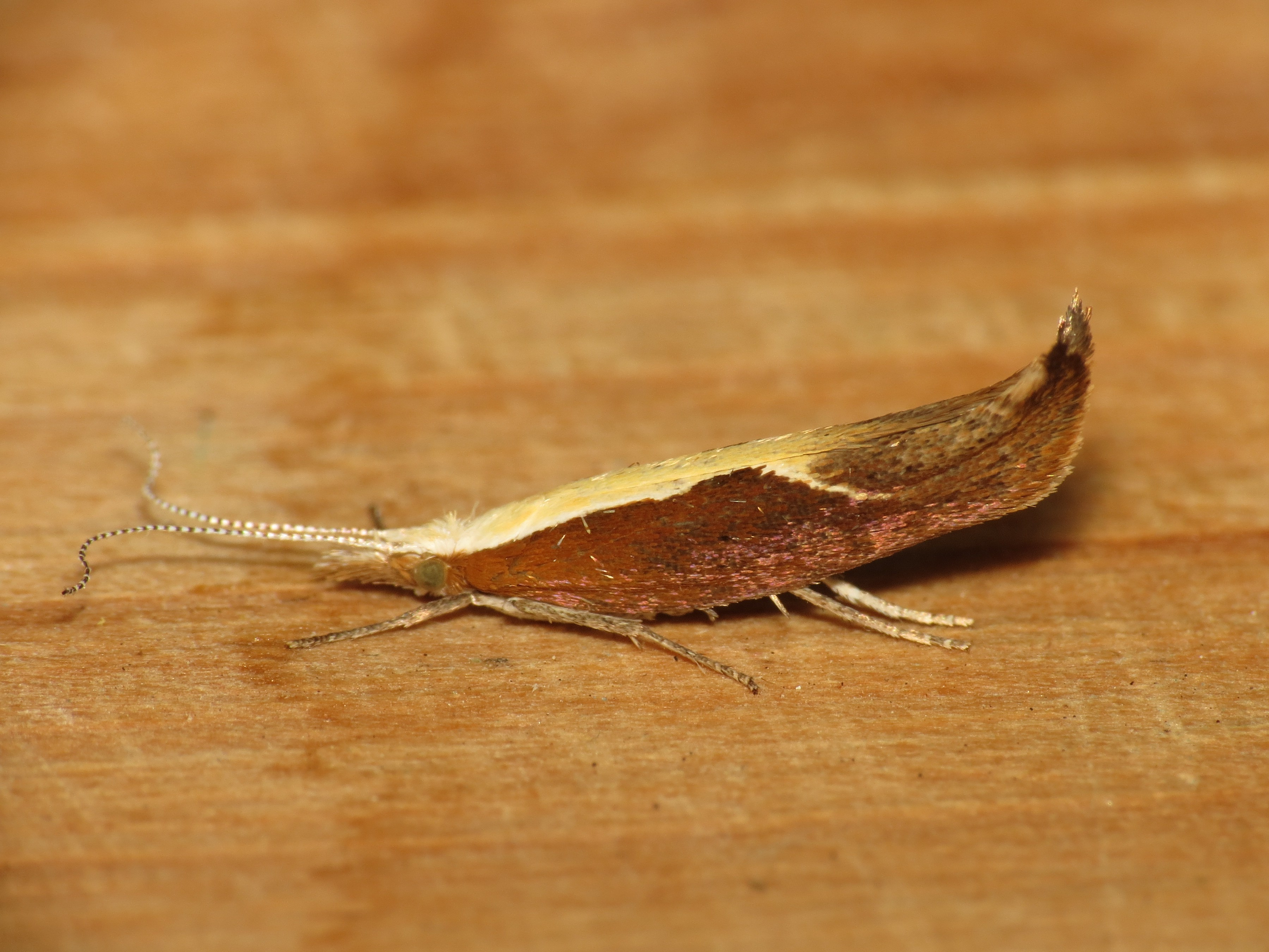
Näbbtrymal, Ypsolopha dentella
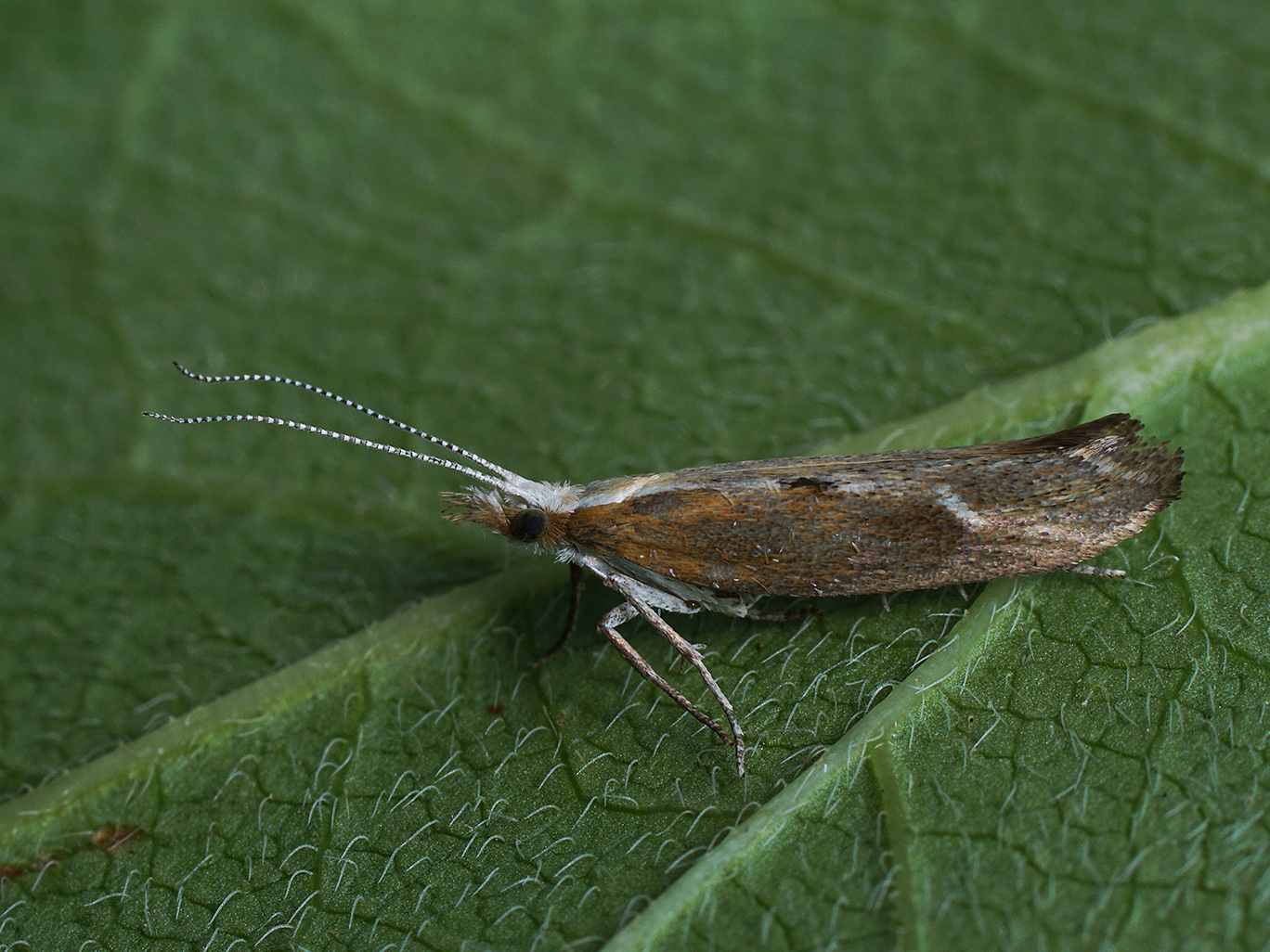
Falktrymal, Ypsolopha falcella
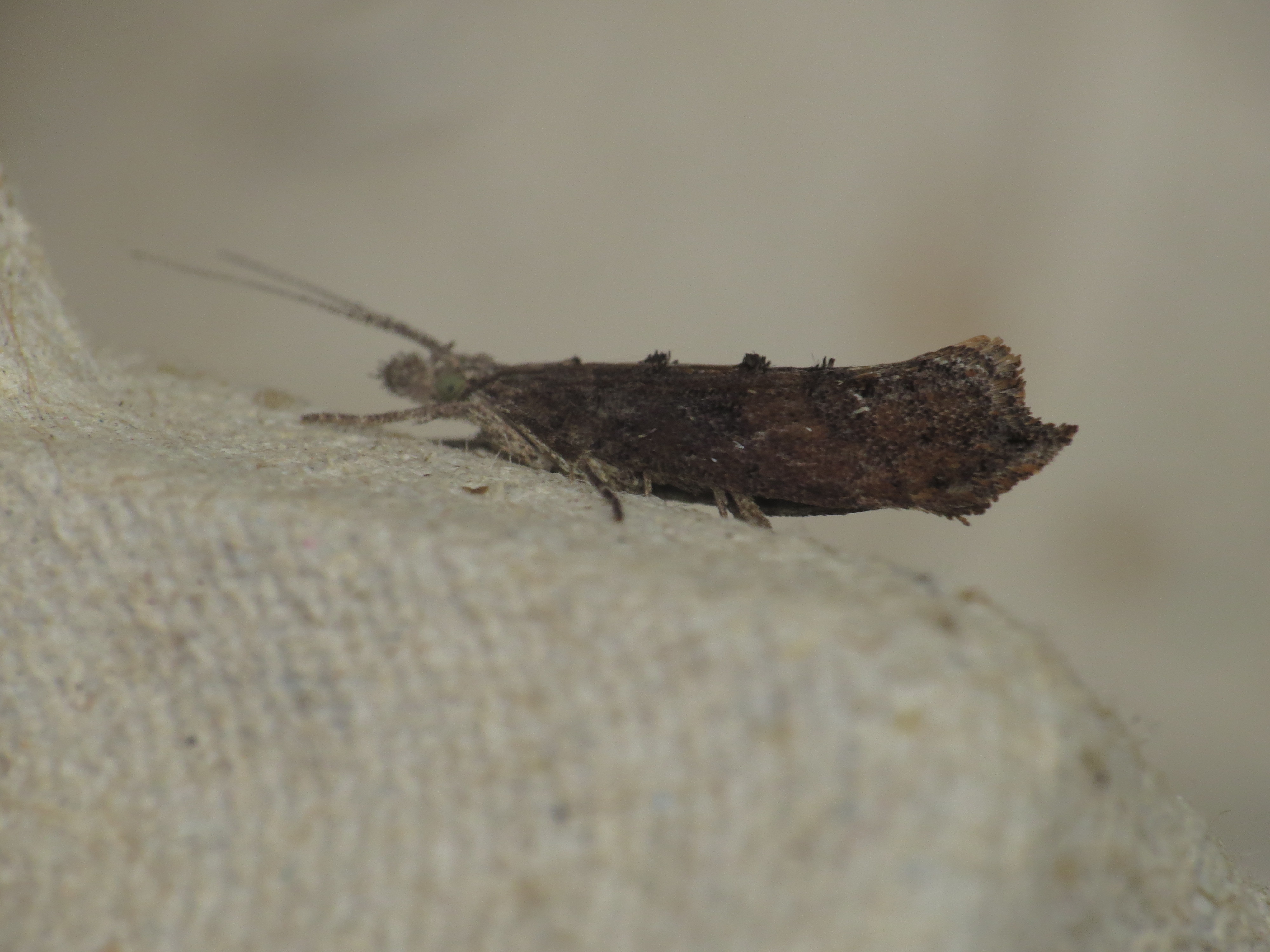
Slånhöstmal, Ypsolopha horridella
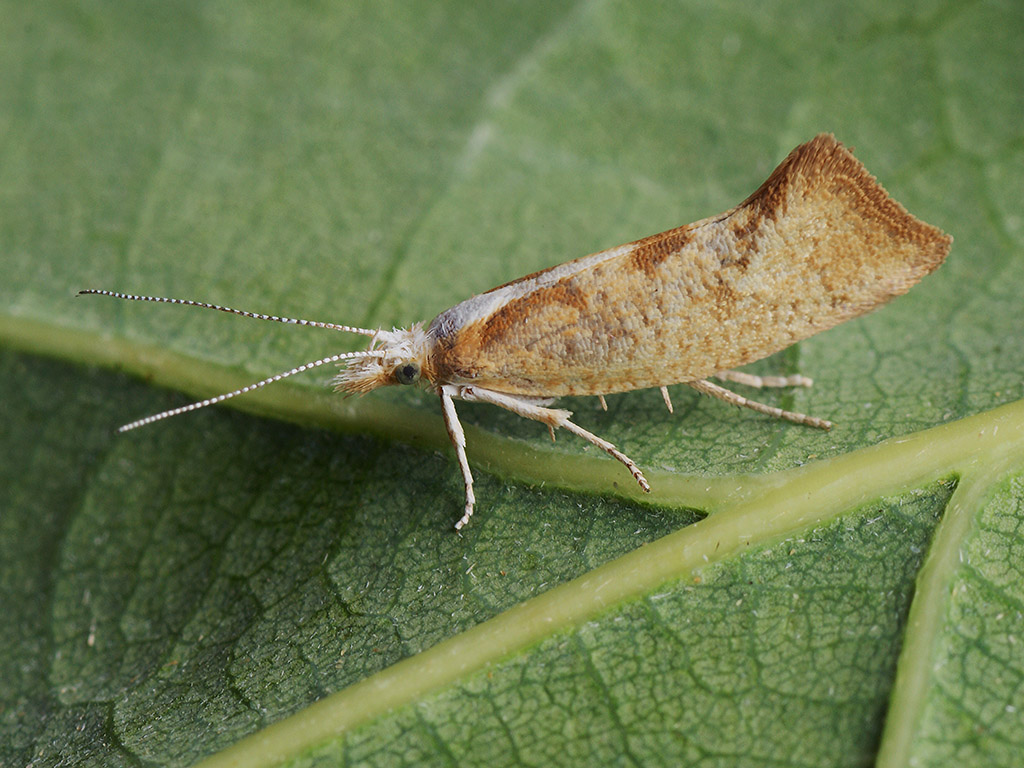
Jungfruhöstmal, Ypsolopha lucella
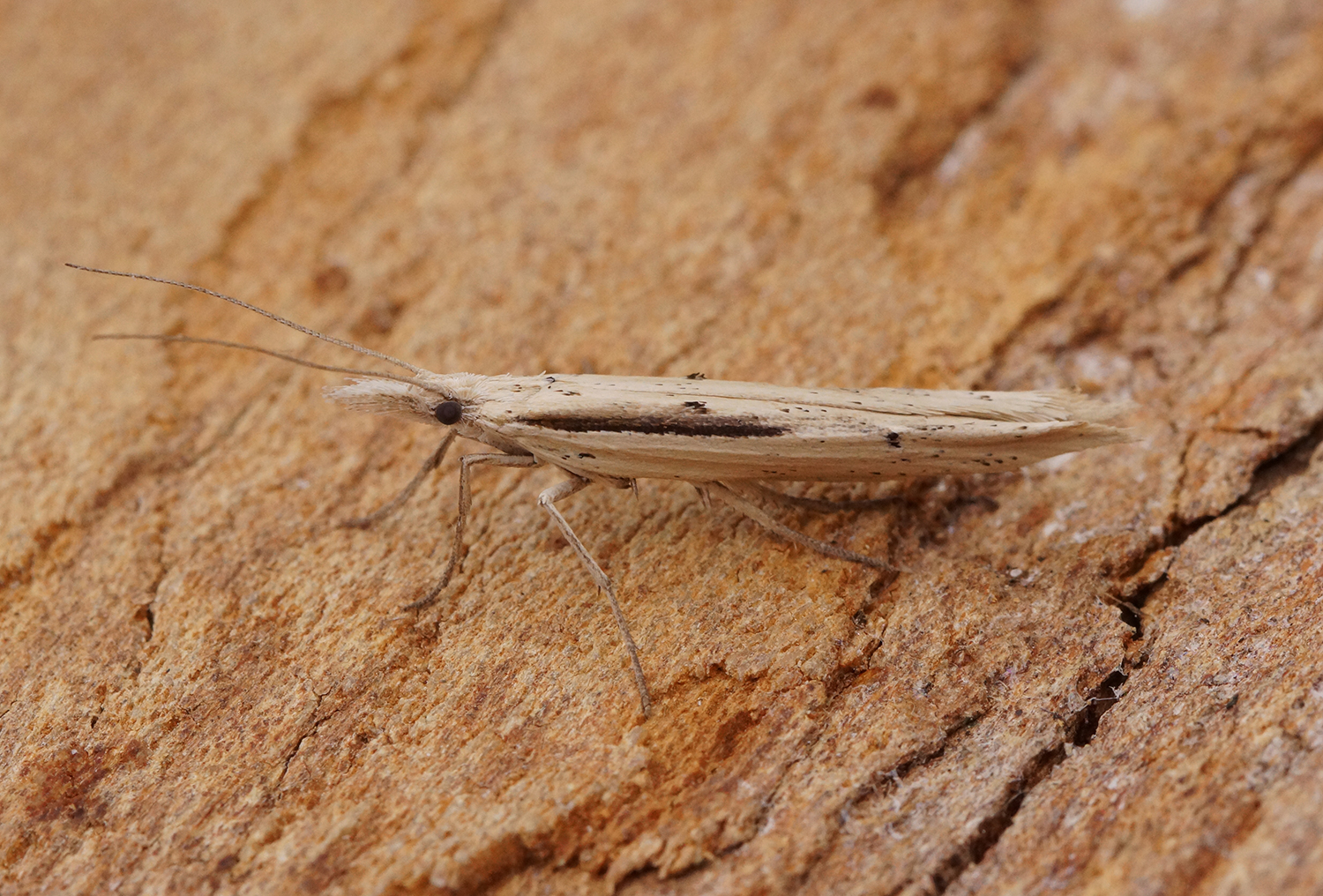
Benvedshöstmal, Ypsolopha mucronella
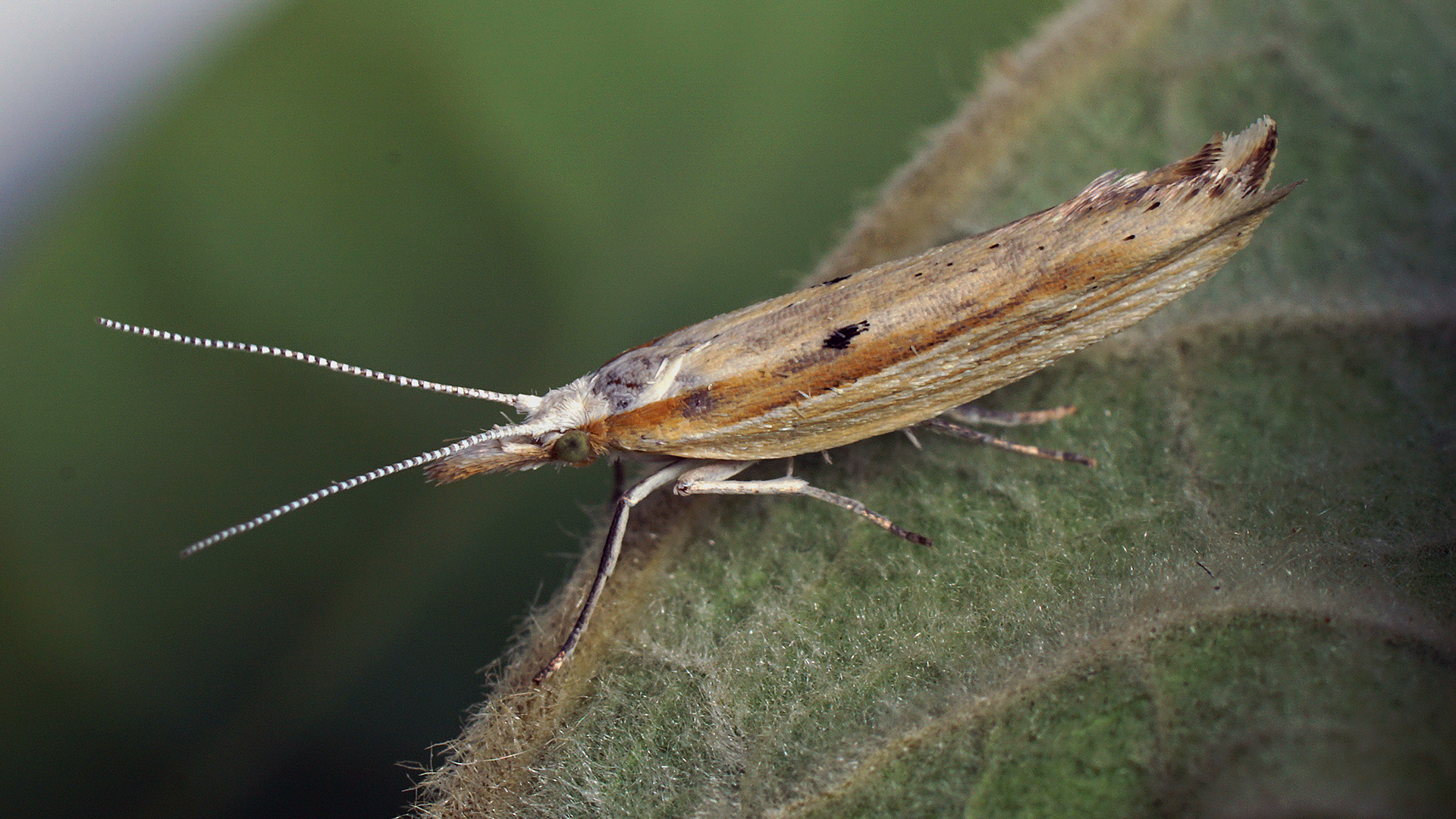
Ljusgul trymal, Ypsolopha nemorella
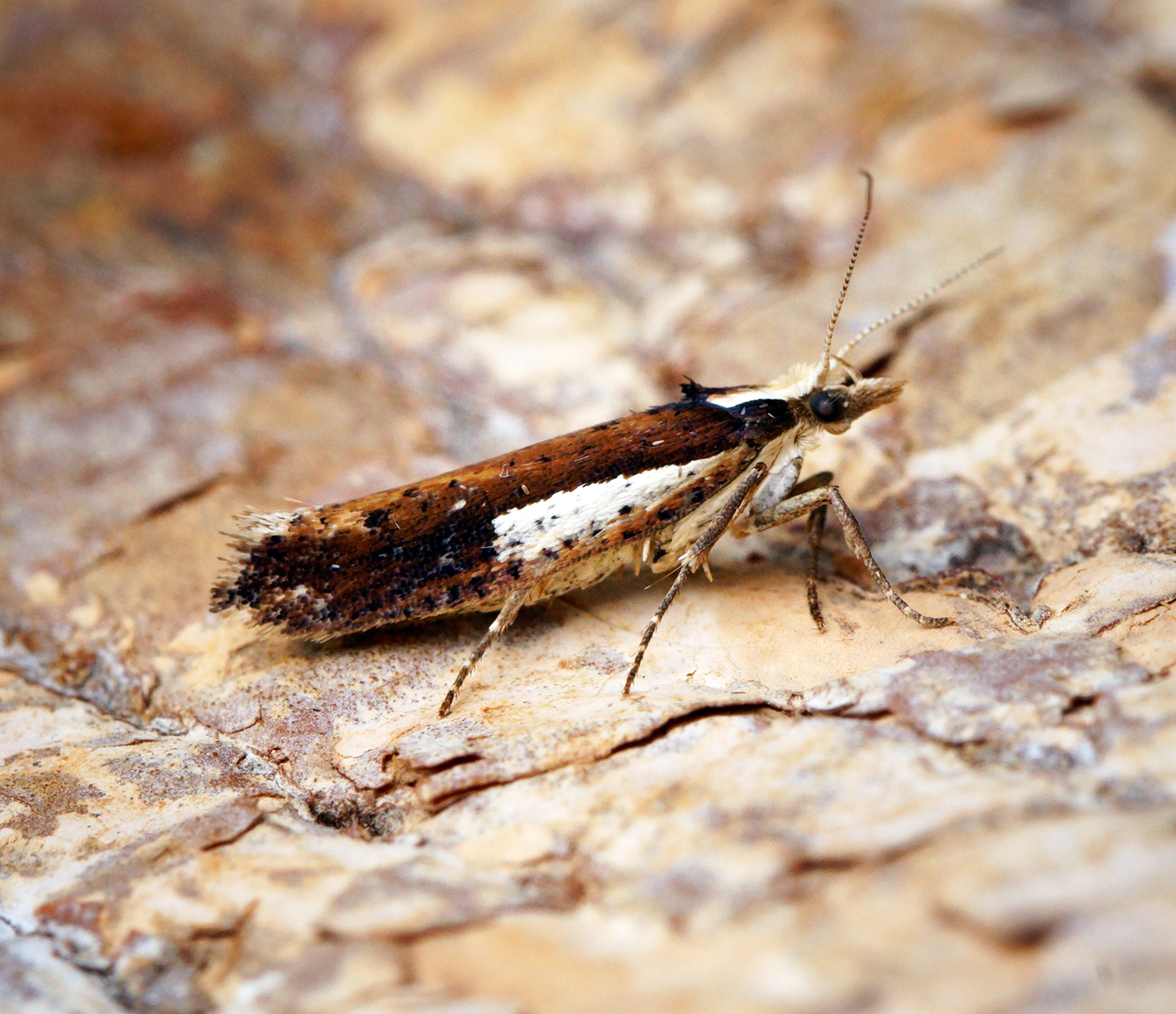
Vitstreckad höstmal, Ypsolopha parenthesella
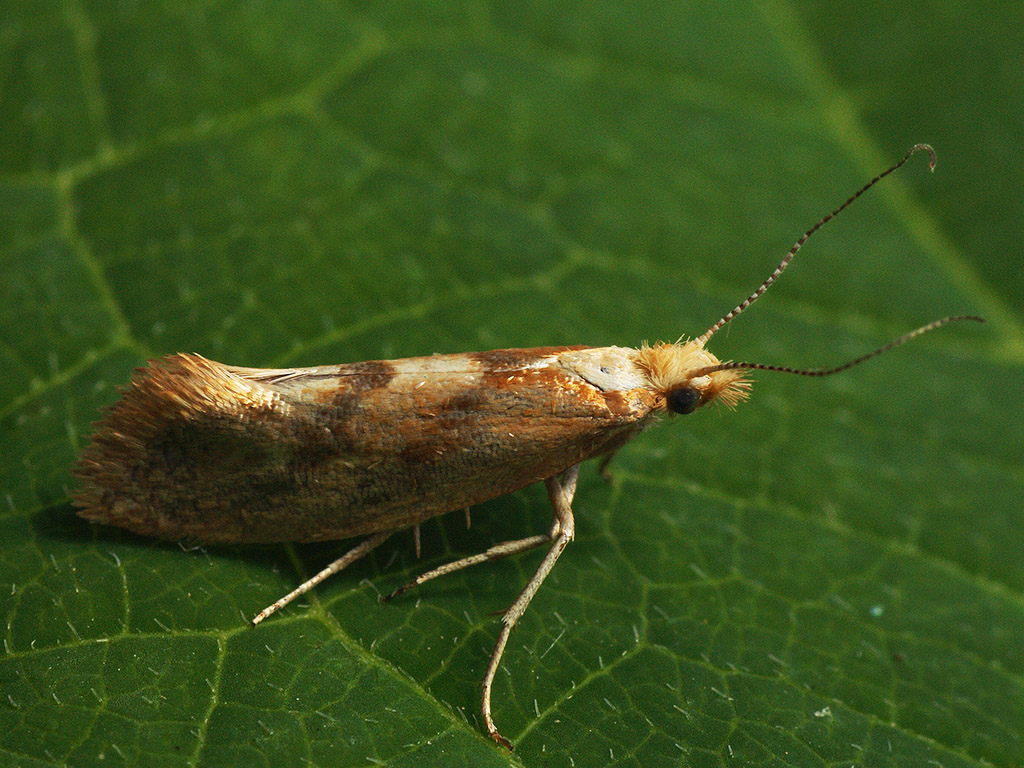
Guldbrun höstmal, Ypsolopha sarmaticella
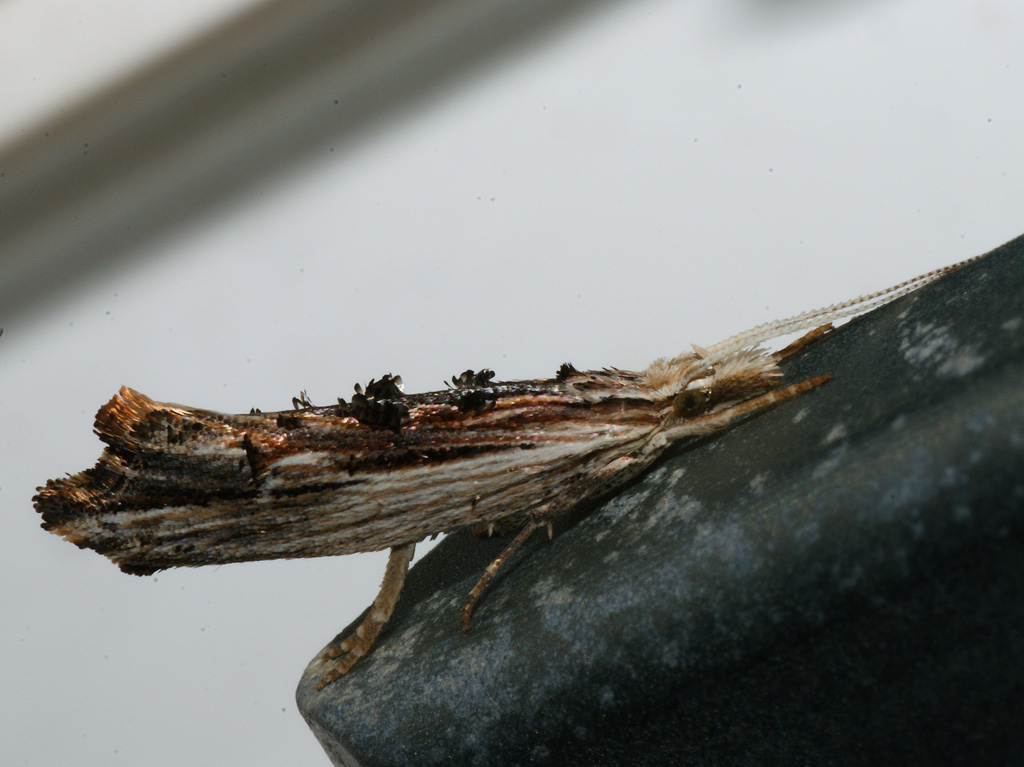
Hagtornshöstmal, Ypsolopha scabrella
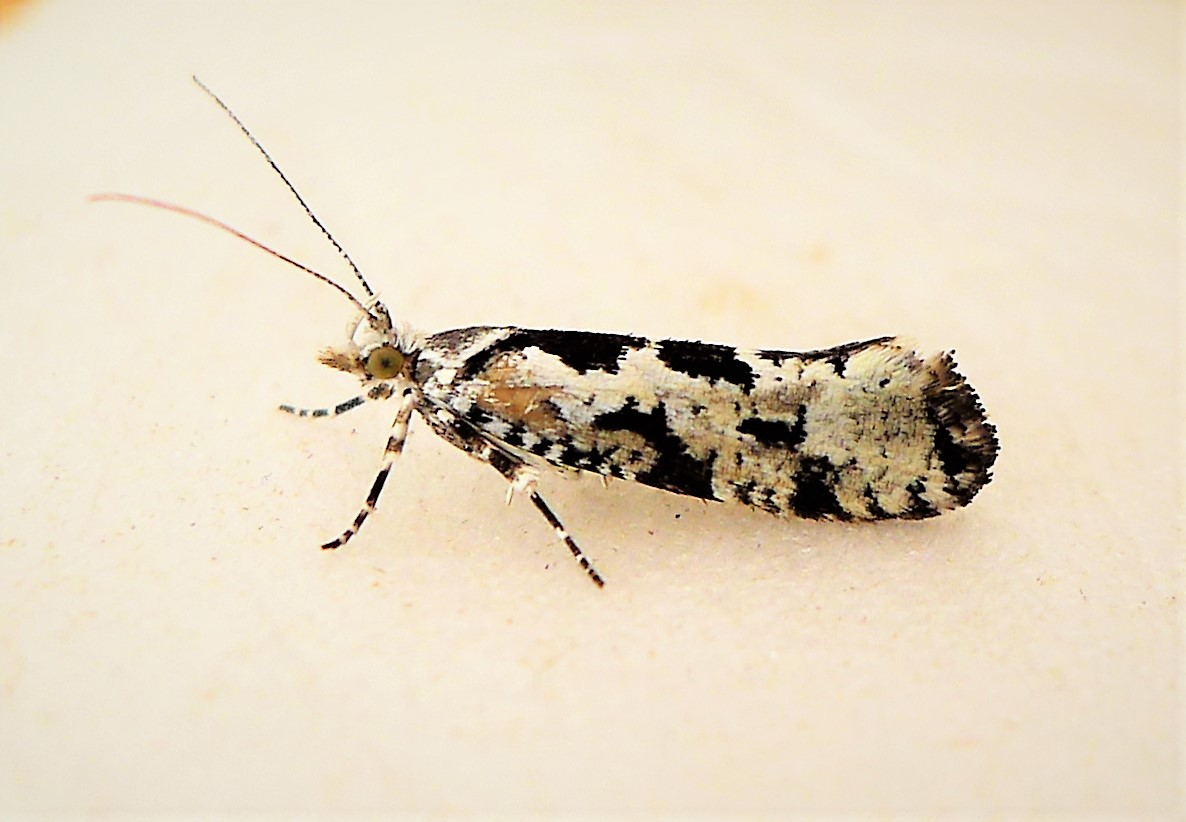
Lönnhöstmal, Ypsolopha sequella
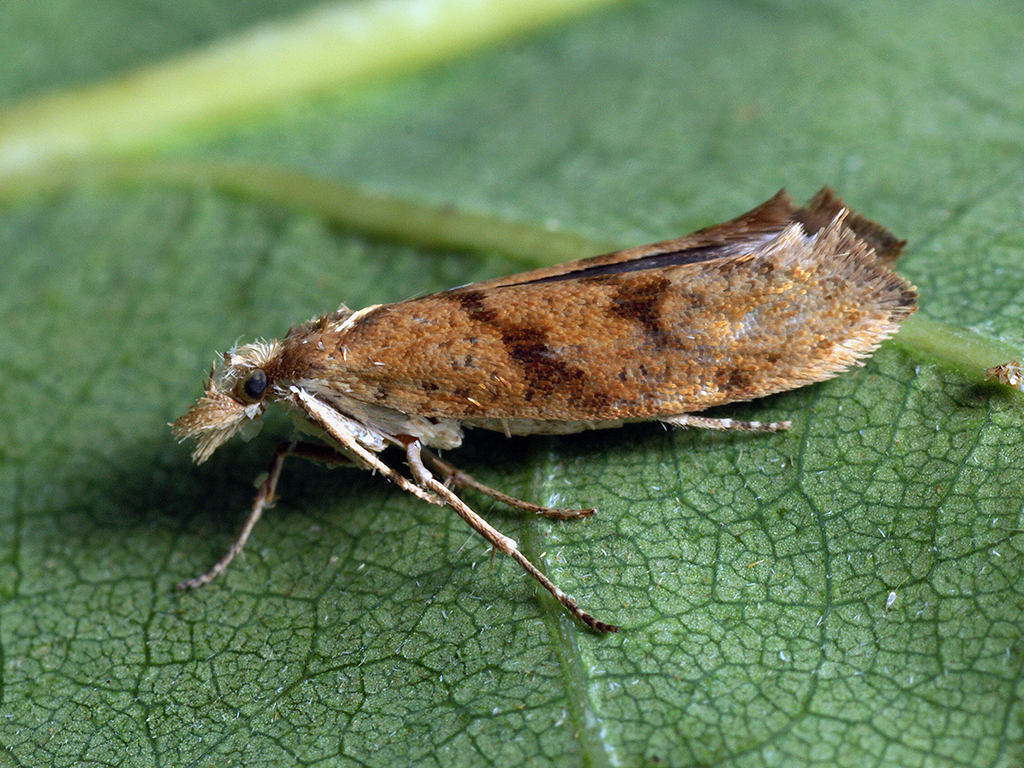
Skogsekshöstmal, Ypsolopha sylvella
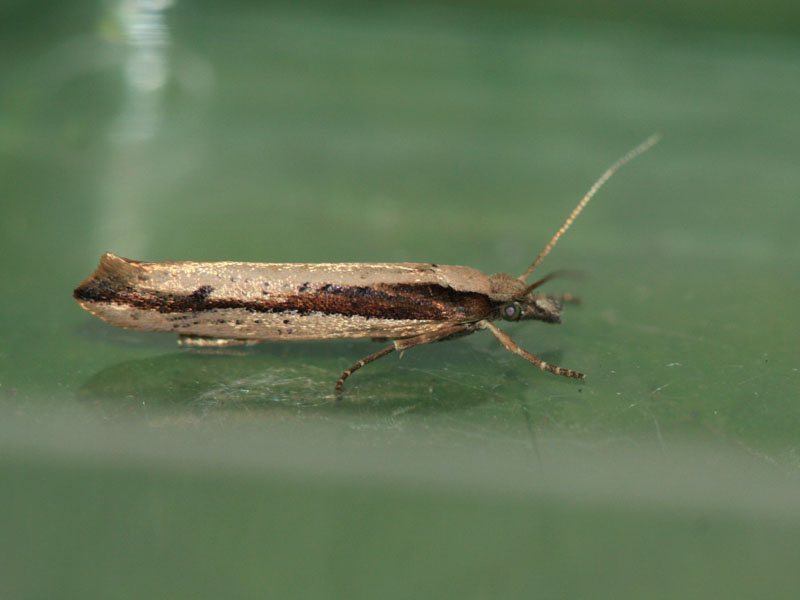
Föränderlig höstmal, Ypsolopha ustella
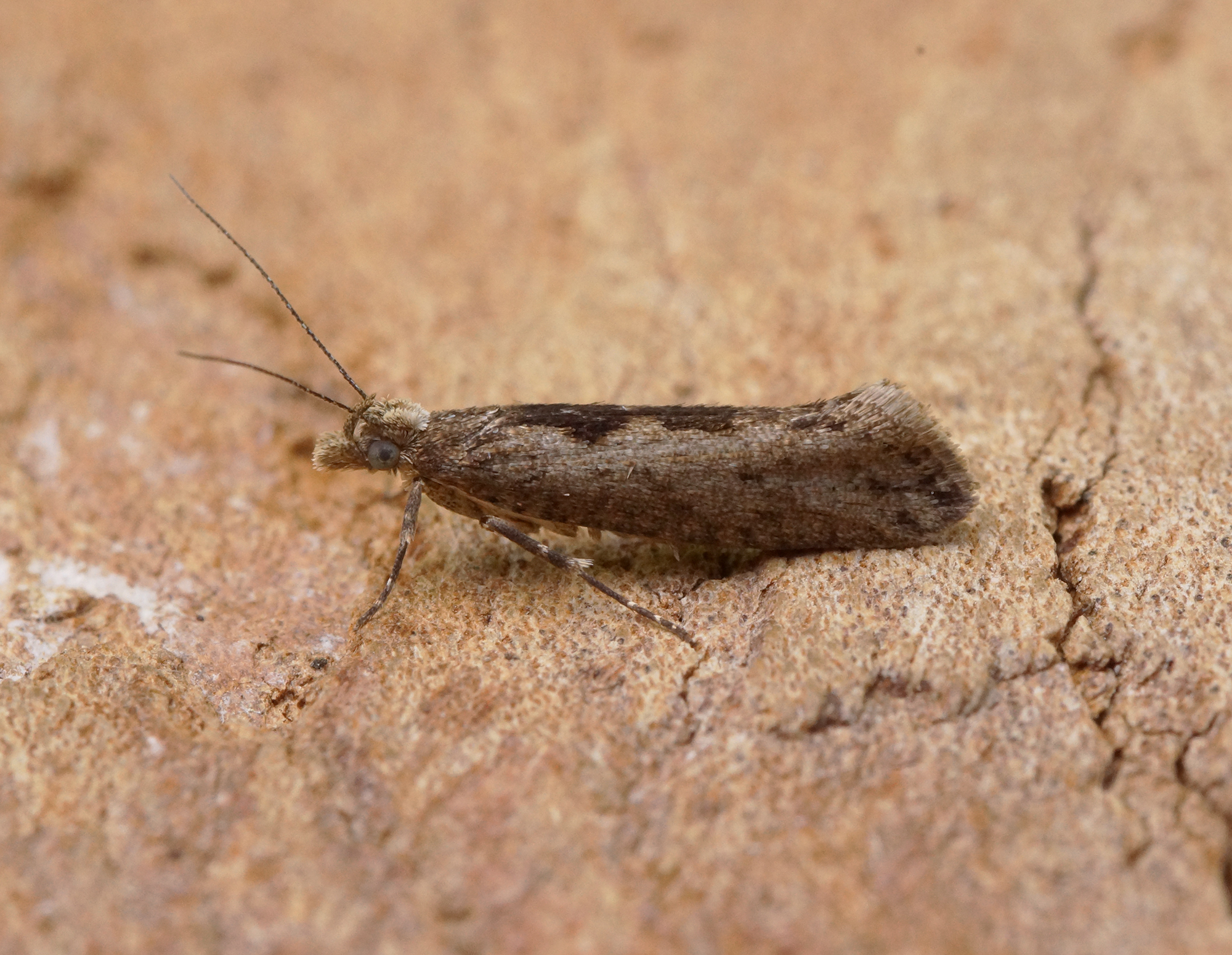
Almhöstmal, Ypsolopha vittella